# Miriam Tlali
Miriam Masoli Tlali [ˈtlɑdi] (* 11. November 1933 in Johannesburg, Südafrikanische Union; † 24. Februar 2017) war eine südafrikanische Schriftstellerin. Sie war die erste schwarze Südafrikanerin, die in ihrem Heimatland ein Buch veröffentlichen konnte, und eine der ersten Schriftstellerinnen, die über Soweto schrieb.

## Leben
Miriam Tlali wurde im Johannesburger Stadtteil Doornfontein geboren und wuchs im Stadtteil Sophiatown auf. Sie schrieb sich an der Witwatersrand-Universität in Johannesburg ein, die Zulassung wurde aber wegen ihrer Hautfarbe zurückgezogen. Sie studierte fortan in Lesotho am damaligen Pius XII College in Roma.
Miriam Tlali schrieb 1969 das halbautobiographische Werk Between Two Worlds, das 1975 als Muriel at Metropolitan erschien und 1979 in Südafrika verboten wurde. Es erschien im selben Jahr bei Longman African Classics unter dem ursprünglichen Titel und 1989 in einer deutschen Übersetzung als Geteilte Welt. Darin schildert Tlali das Leben armer Schwarzer in der reichen Stadt Johannesburg.
Weitere Bücher sind Amandla! (1980), das vom Aufstand in Soweto 1976 handelt und kurz nach Erscheinen verboten wurde, Mihloti (1984) und Soweto Stories, das 1989 erschien. Außerdem schrieb sie das Schauspiel Crimen Injuria. In Deutschland erschienen ihre Bücher Geteilte Welt und Soweto Stories (1992) im Fischer Taschenbuch Verlag.
Miriam Tlali war 1978 Mitbegründerin des Magazins Staffrider, das zum kreativen Schreiben gegen die Apartheid anregen sollte und für das sie die Kolumne Soweto Speaking schrieb, und Mitbegründerin des Buchverlags Skotaville.
Sie wurde in die Anthologie Daughters of Africa aufgenommen, die 1992 von Margaret Busby in London und New York herausgegeben wurde.

## Namensschreibung
Die Schreibweise von Miriam Tlalis Nachnamen entspricht der in Lesotho üblichen Schreibweise des Sesotho, also Tlali statt, wie in Südafrika üblich, Tladi.

## Auszeichnungen
- 2005: South African Lifetime Achievement Literary Award
- 2008: South African National Orders’ Presidential Award Ikhamanga (in Silber)

- Der Miriam Tladi Book and Reading Club in Johannesburg wurde nach Miriam Tlali benannt.[6]

## Werke (Auswahl)
- 1979: Between Two Worlds. Roman, Longman African Classics (gekürzt als: Muriel at Metropolitan).
  - deutsche Übersetzung vom Michela Huber: Geteilte Welt, ein Roman aus Südafrika, mit einem Porträt der Autorin von Brigitte von Seckendorff-Kourgierakis (= Fischer Taschenbuch 4710: Die Frau in der Gesellschaft), Fischer Taschenbuchverlag, Frankfurt am Main 1989, ISBN 3-596-24710-1.
- 1980: Amandla!, Ravan Press.
- 1984: Mihloti, Skotaville Press.
- 1989: Soweto Stories. Erzählungen. Pandora Press / Unwin Hyman Ltd., London (auch als: Footprints in the Quag).
  - deutsche Übersetzung von Brigitte von Seckendorff-Kourgierakis: Soweto-Stories. Mit einer Einleitung von Lauretta Ngcobo (= Fischer Taschenbuch 10558: Die Frau in der Gesellschaft). Fischer Taschenbuchverlag, Frankfurt am Main 1992, ISBN 3-596-10558-7.